# 吡拉西坦
吡拉西坦（INN：piracetam）是γ-氨基丁酸的环状衍生物，可能可以改善脑缺氧及物理、化学因素所造成的脑损伤。主要用于脑动脉硬化及脑血管意外所致的记忆和思维功能减退。由Corneliu E. Giurgea于1950年代首次发现。在中国，吡拉西坦作为药品的商品名有脑复康等。
在美国，美国食品药品监督管理局尚未核准吡拉西坦用在醫療用途上，也不允許作為營養補充品。